# Arradon
Arradon (bret. Aradon) – miejscowość i gmina we Francji, w regionie Bretania, w departamencie Morbihan.
Według danych na rok 1990 gminę zamieszkiwało 4317 osób, a gęstość zaludnienia wynosiła 233 osoby/km² (wśród 1269 gmin Bretanii Arradon plasuje się na 106. miejscu pod względem liczby ludności, natomiast pod względem powierzchni na miejscu 539.).